# Kostel a klášter svaté Kateřiny Alexandrijské (Dechtice)

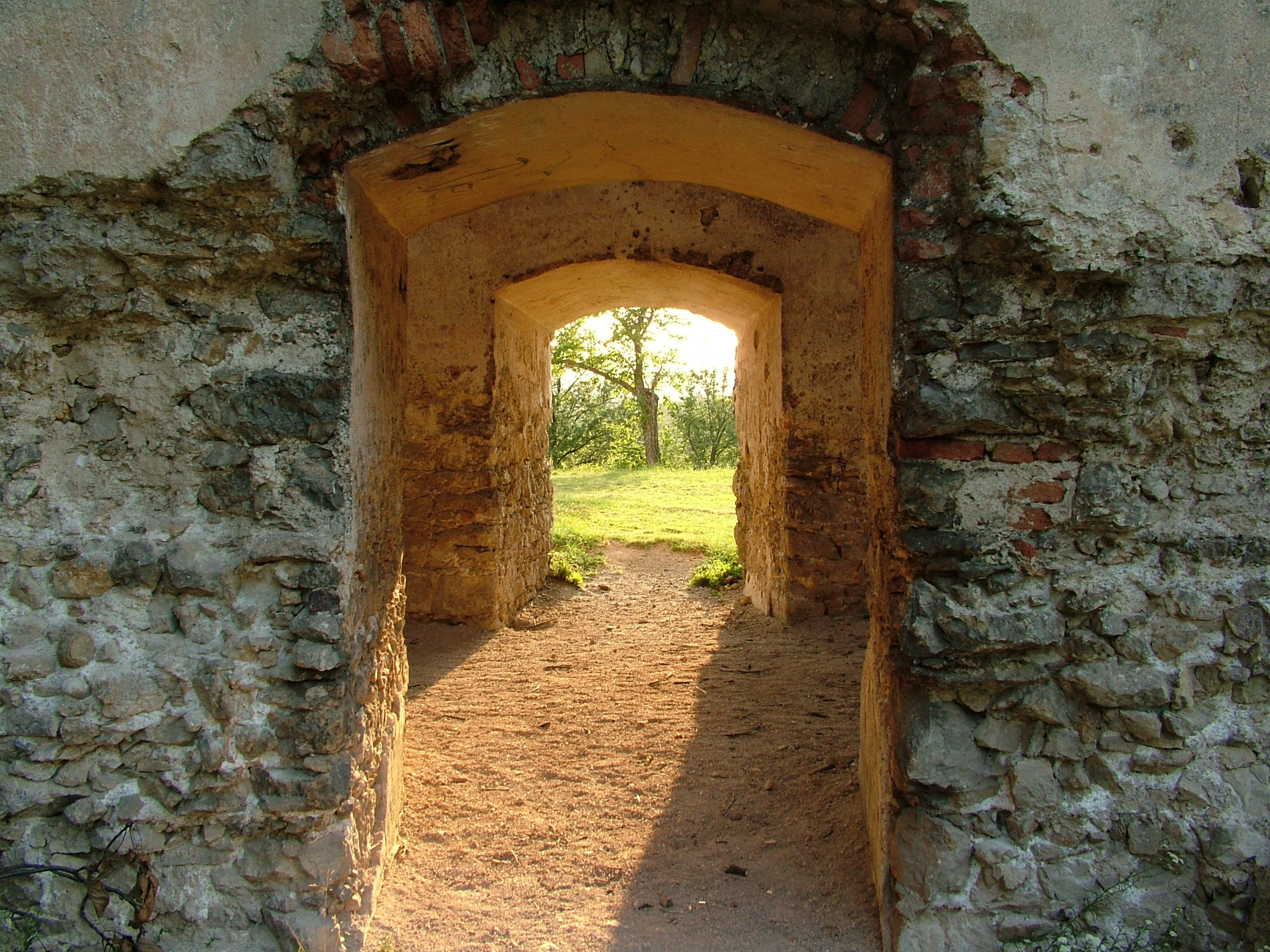
Průchod pod věží kostela

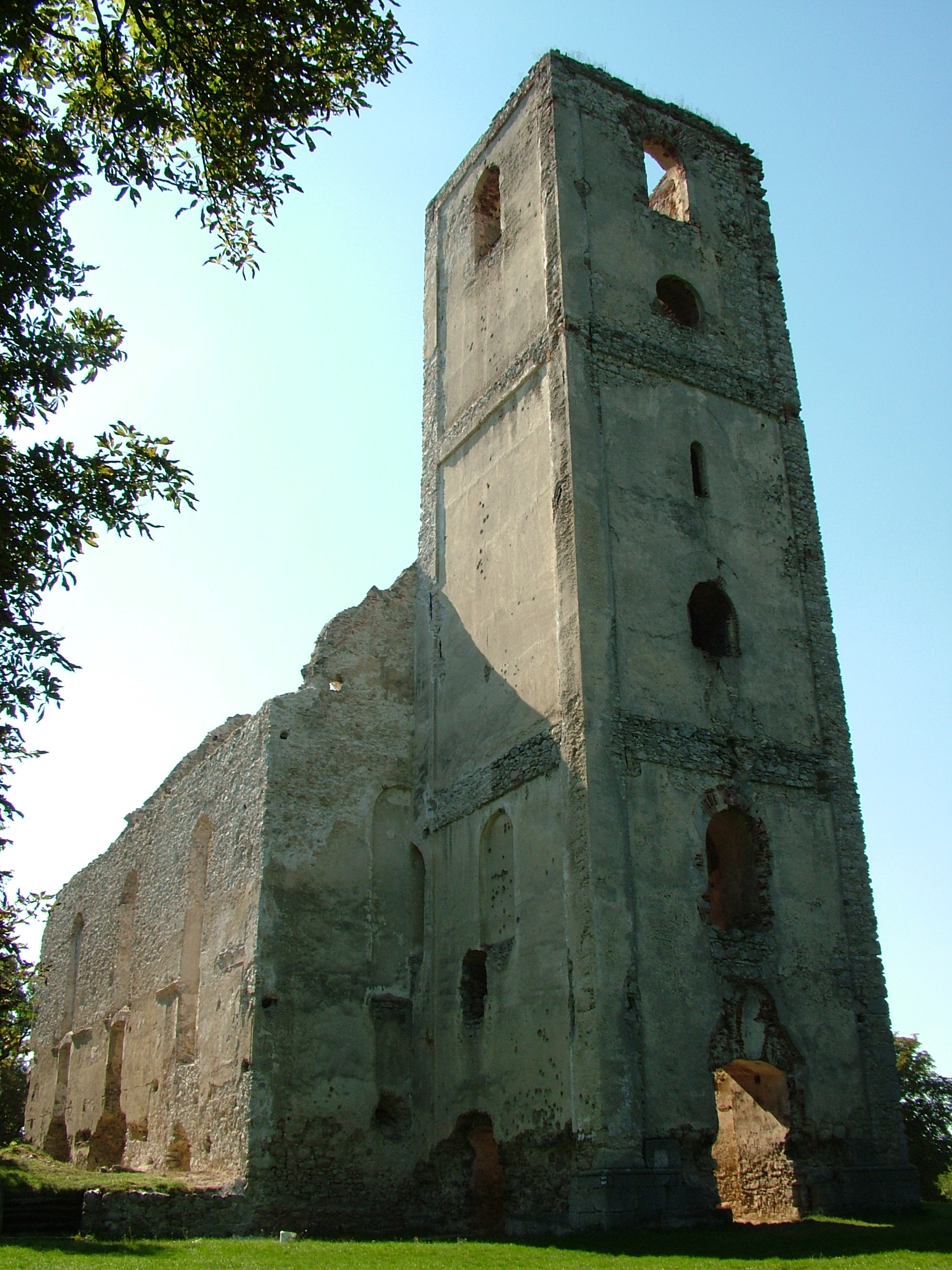
Pohled na věž

Kostel a klášter svaté Kateřiny (hovorově též Katarínka) je soubor zaniklých budov františkánského kláštera, poměrně zachovalých kostelních zdí a kostelní věže ze 17. století nacházejících se v pohoří Malé Karpaty u obce Dechtice v Trnavském kraji.

## Poloha
Zříceniny se nacházejí ve střední části Malých Karpat v přírodní rezervaci Katarína asi 3 km západně od obce Dechtice. Přístup k ním je možný po modré značené cestě z obce Naháč asi 2 km severně. Stezka pokračuje k zříceninám hradu Dobrá Voda.

### Přístup
Od hranice CHKO Malé Karpaty je přístup možný pouze pěšky.
- cesta pěšky z Naháče po modré turistické značce trvá 40 min.
- cesta pěšky z Dechtic trvá 1 hod. 20 min. Je možnost příjezdu autem na hranici lesa. Dále je zákaz vjezdu.
- cesta pěšky z Dobré Vody po modré turistické značce trvá 1 hod. 20 min.

## Historie
Klášter františkánského řádu byl založen v roce 1618 na místě, kde se podle legendy zjevovala svatá Kateřina Alexandrijská mladému hraběti a poustevníkovi Janu Apponyimu. Klášterní komplex je postaven v raně barokní stylu s pozdně prvky. Jeho stavitelem byl Ital Pietro Spazzo. V 17. století klášter několikrát poškodily turecké vpády nebo císařská vojska, ale vždy byl znovu zrekonstruován. V důsledku josefínských reforem byl v červenci 1786 klášter zrušen. Mniši museli toto místo opustit, inventář převzaly okolní kláštery a obce a stavba začala chátrat.

### Nejdůležitější události v historii Kateřinky - chronologie
- první třetina 15. století - za vlády Zikmunda Lucemburského stála na skalnatém výběžku kamenná gotická kaple na místě dnešního presbytáře kostela sv. Kateřiny.
- 1617 - sv. Kateřina se zjevila Janu Mancovi z Dechtic, který zde oral. Mladík Ján Apponyi, z hraběcího rodu z Jablonice, vede poustevnický život v jeskyni u kaple Po násilném odvlečení rodiči domů na druhý den umírá.
- 21. prosinec 1618 - majitel panství, hrabě Kryštof Erdődy, vydává v chtelnickém kaštelu zakládací listinu kláštera františkánů
- 1646 - obnova a přestavba - rozšíření kostela a kláštera synem zakladatele Gabrielem Erdödym a jeho manželkou Juditou Amade po vyplenění vojsky Juraje Rákocziho I.
- 1663 - přepadení kláštera Turky a po jejich vypuzení císařskými vojáky, kteří ho rovněž vyplenili a zavraždili zde se ukrývající šlechtice
- 1683 - klášter poškozen vojáky Imricha Tökölyho
- 9. leden 1701 - znovuvysvěcení kostela po vraždě lichtenštejnského vojáka rozhněvaným davem při násilném verbování během poutě (1697)
- 9. září 1710 - ve svatokateřinském klášteře umírá na choleru, které podlehlo několik františkánů, známý náboženský spisovatel píšící už tehdy slovenštinou - Benignus Smrtník, autor díla "Kunst dobre umríti".
- 1782 - naháčský farář Juraj Fándly si stěžuje na nedaleký klášter sv. Kateřiny. Své rozhořčení vyjádřil i ve známém díle z r. 1789: Dúwerná zmlúva mezi mníchom a diáblom (první dílo psané spisovnou bernolákovskou slovenštinou)
- 22. červenec 1786 - císař Josef II. - ruší klášter sv. Kateřiny, podobně jako mnoho jiných, které se nevěnovaly dobročinné nebo pedagogické činnosti (celkem 738 klášterů)
- 10. únor 1787 - poslední řeholníci vystěhováni
- 1788 - 1792 - opuštěný klášter obývá sedm vojenských invalidů z Trnavy, následně klášter pustne a je rozebírán na stavební materiál
- 10. květen 1995 - založení "Řádu sv. Kateřiny "na záchranu kláštera dvanácti organizátory na Katerínce. V létě malebné zříceniny po staletích opět ožívají příchodem prvních desítek zachránců

### Malokarpatská úzkorozchodná lesní železnice
V těsném sousedství kláštera, u hájovny, je vybudována expozice, věnovaná malokarpatské lesní úzkorozchodné železnici (1898 - 1960), jejíž trasa Smolenice - Dobrá Voda vedla nedaleko kláštera. Součástí expozice je i krátké kolejiště s dobovými vozidly a bohaté informační panely. Kolejiště se bude postupně rozšiřovat s výhledem na napojení na trasu původní dráhy.

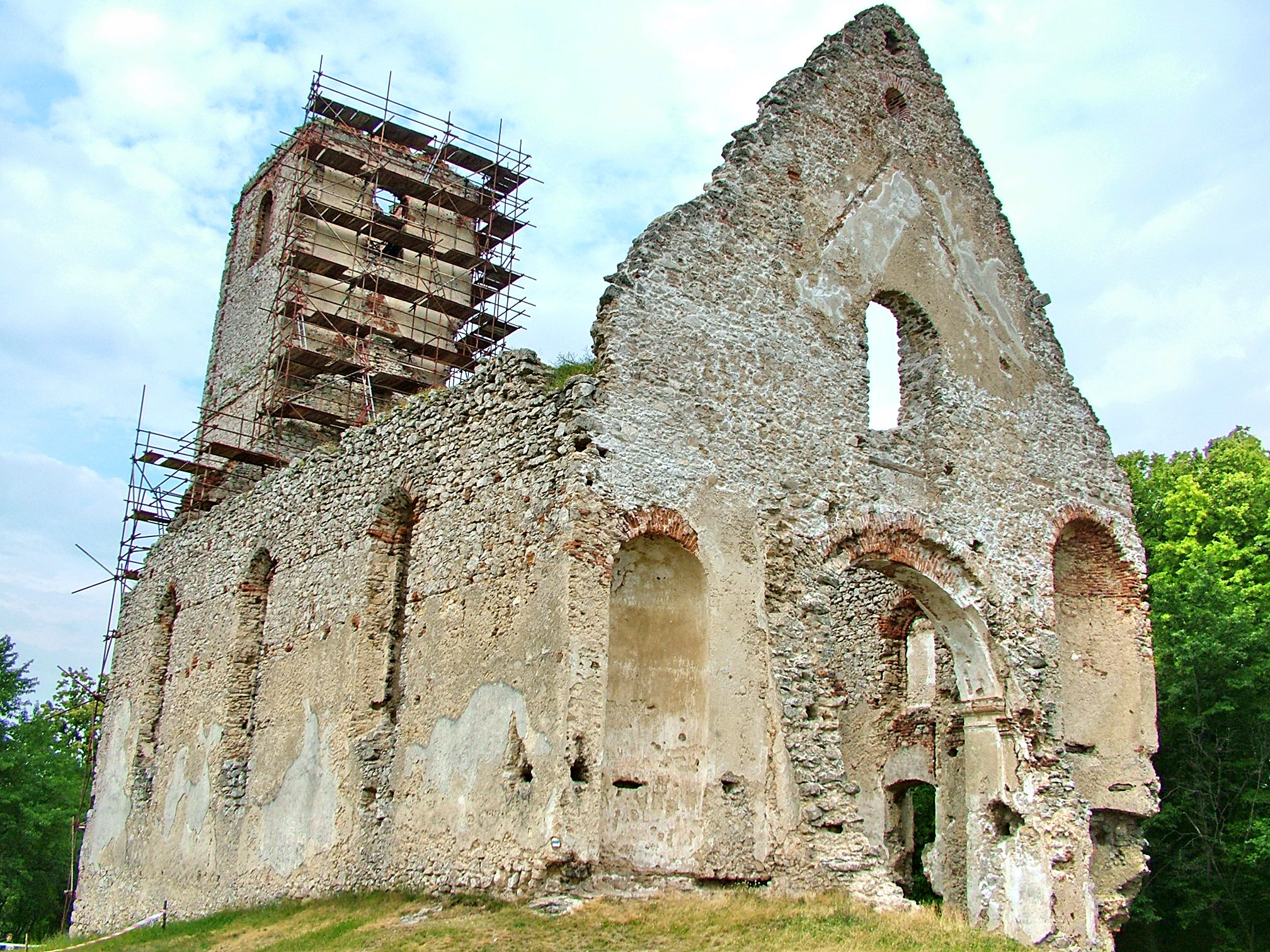
Začátek letních prací na konzervaci kostelní věže v roce 2005.

## Záchrana Katarínky
S cílem zabránit dalšímu pustnutí a boření Katarinky vznikl projekt Katarínka, který formou letních mládežnických táborů ve středověkém duchu pracuje na zakonzervování a rekonstrukci pozůstatků někdejšího kostela a kláštera. Probíhá komplexní archeologický, historický, památkový i geofyzikální výzkum.

## Události v současnosti
- 1996 – začátek konzervačních prací na zdech kláštera.
- 1997–2000 – archeologický výzkum, konzervace základů barokní kaple před kostelem.
- 2000 – objeven a konzervován vstup do kláštera.
- 2000–2001 – objevena, prozkoumána, vyčištěna a překryta krypta v lodi kostela.
- 2003–2005 – objeveny a prozkoumány základy gotické kaple v presbytáři kostela – archeologický výzkum.
- 2004 – konzervován velký štít kostela o výšce 22 metrů; rekonstruována okna a doplněny ručně tesané dubové trámy. Pod sutí v presbytáři byl objeven velký barokní oltář i se sochami sv. Kateřiny, sv. Tekly a torzem anděla.
- 2005 – konzervována 30 metrů vysoká kostelní věž. Staticky zajištěna prasklá nároží, kde hrozilo zřícení části věže.
- 2006–2009 – zakonzervovány boční zdi kostela vysoké 12 metrů včetně rekonstrukce pilířů a oken.
- 2010 – po zimě došlo ke zhroucení čtyřmetrové části zdi kláštera. V létě byl rekonstruován záklenek boční zdi kostela se vzácnou štukovou výzdobou. Kompletně se zakonzervovala koruna věže. Otesaly se trámy na opravu podlaží věže a na způsob historických zdvihacích zařízení se zkonstruoval ruční rumpál na zvedání těžkých břemen do věže.
- 2011 – zakonzervována severní fasáda věže. Rekonstruováno páté (horní) zvonové podlaží věže ve výšce 25 metrů. Konstrukci zvonového podlaží tvoří 6 dubových ručně tesaných trámů průřezu cca 23x23 cm a sedmý průvlak pod nimi 25x25 cm.
- 2012 – nově vyzděn jihovýchodní roh presbytáře a přezděn jihovýchodní roh kostela, kterému hrozilo zřícení. Konzervována východní část štítu kostela.
- 2013 – pokračuje přestavba věže a jejích podlaží na vyhlídku se zapuštěnou skrytou střechou. Konzervována část kláštera, rekonstrukce záklenků a biosanace zdiva.

## Galerie

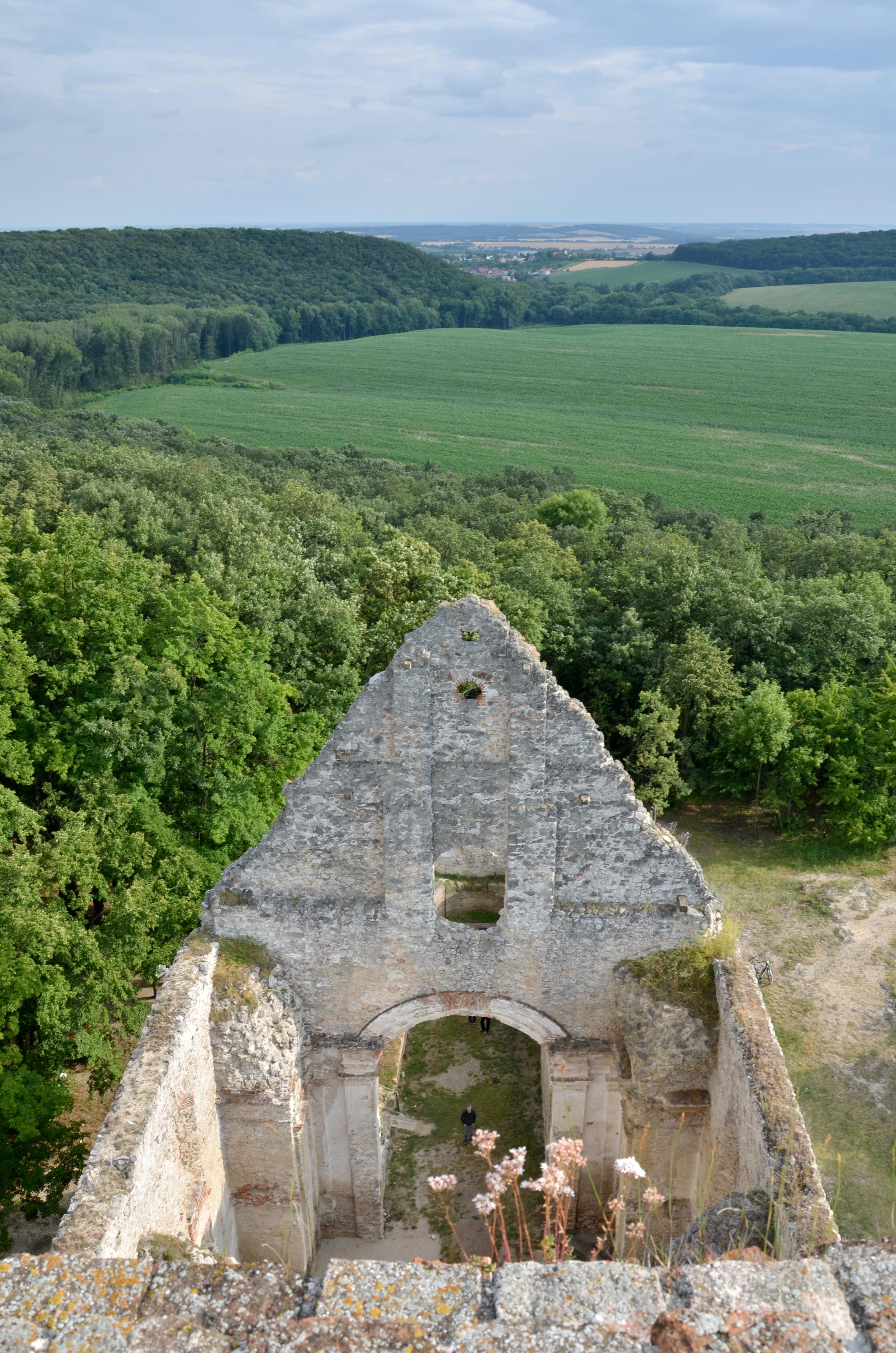
Pohled z věže do logi
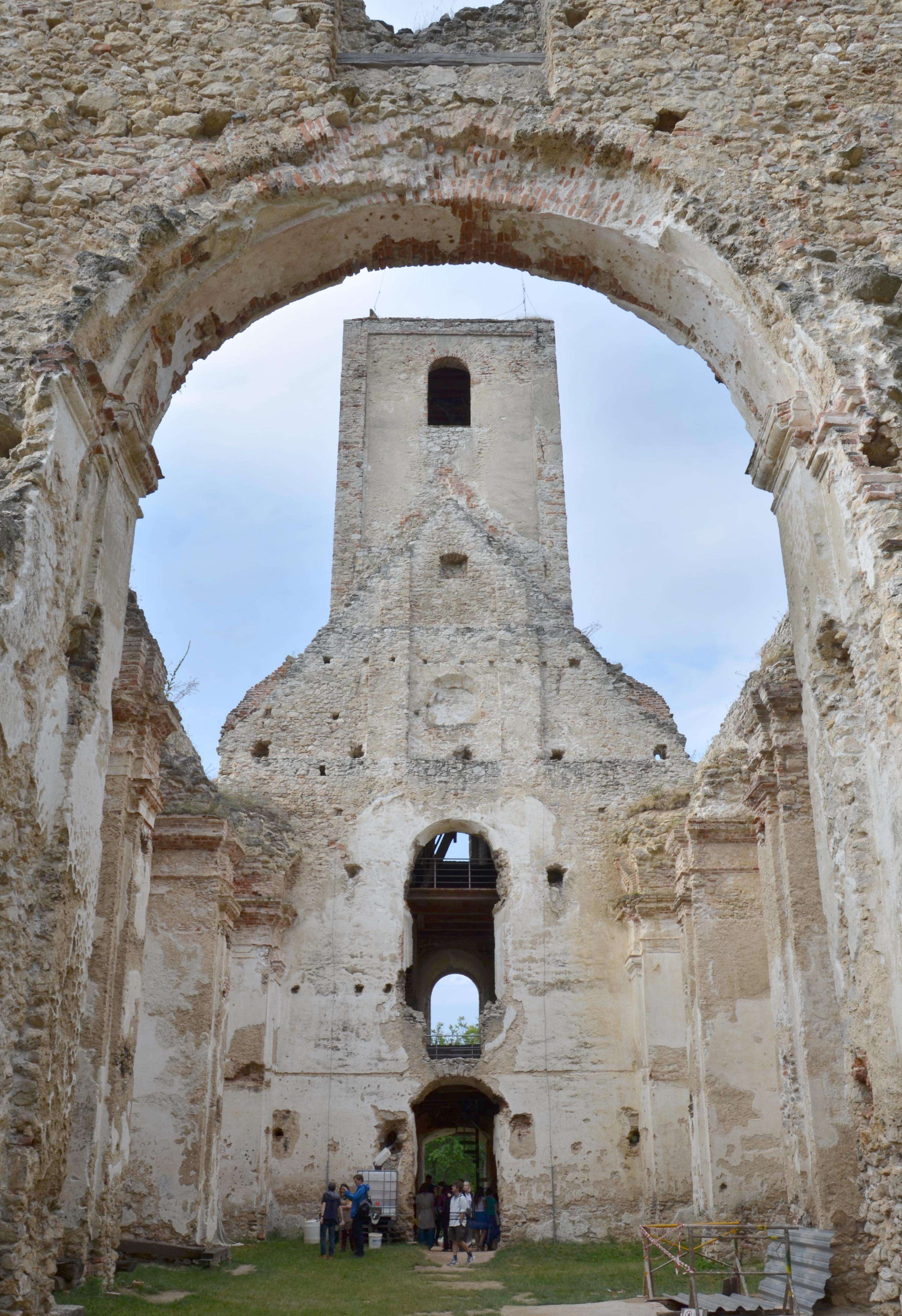
Pohled z lodi na věž
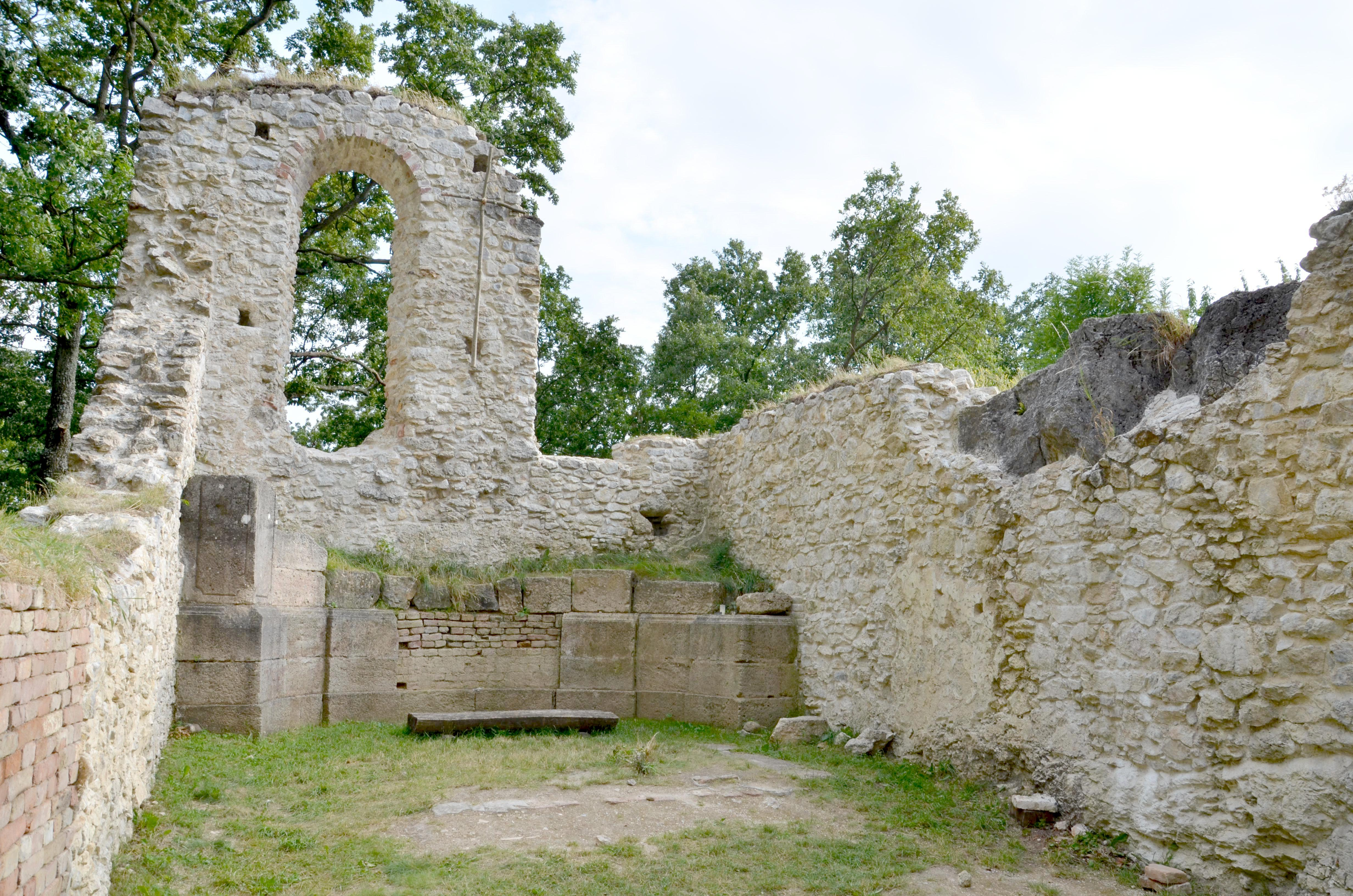
Kněžiště
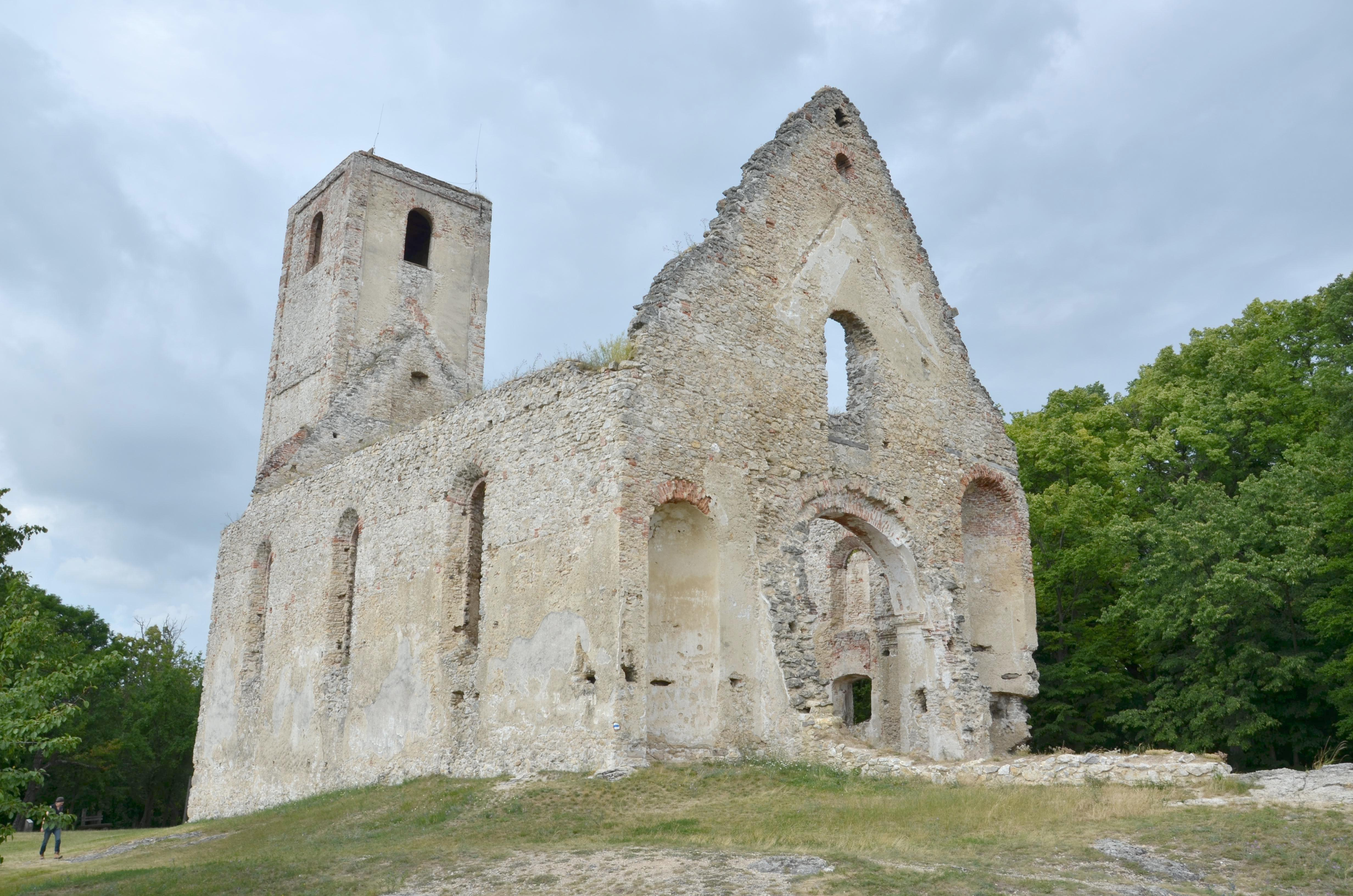
Klášterní kostel